# رباعي الصبغيد-غ

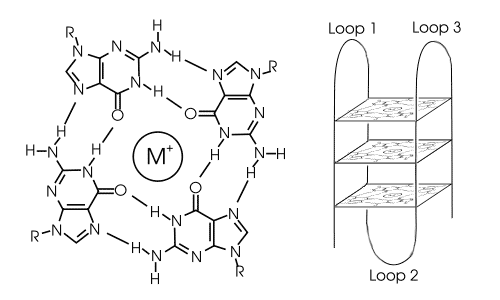
بنية رباعي الصبغيد-غ، في اليسار رباعية-غ، وفي اليمين رباعي الصبغيد-غ أحادي الجزيء.

رباعي الصبغيد-غ  في علم الأحياء الجزيئي هي بنية ثانوية  تتشكل لدى الأحماض النووية في التسلسلات الغنية بالغوانين. وهي بنيات لولبية تحتوي رباعيات غوانين والتي يمكن أن تتشكل من سلسلة واحدة ، سلسلتان ، أو أربعة سلاسل. تتشكل هيئات أحادي الجزيء غالبا في نهايات الكروموسومات بشكل طبيعي والتي تعرف بمناطق القسيمات الطرفية وتتشكل كذلك في مناطق تنظيم النسخ للعديد من الجينات والجينات الورمية. يمكن لأربع قواعد غوانين أن ترتبط بترابط هوغستين مع بعض عبر روابط هيدروجينية لتشكل بنية مستوية مربعة تسمى رباعية (وتسمى كذلك رباعية-غ) ثم يمكن تحزيم رباعيتي غوانين أو أكثر فوق بعضها البعض لتشكيل رباعي الصبغيد-غ.
مكان وطريقة الترابط لتشكيل رباعي الصبغيد-غ ليسا عشوائيين ويقومان بوظائف غير اعتيادية، تستقر بينة رباغي الصبغيد أكثر بتواجد الكايتونات وخاصة البوتاسيوم الذي يتموضع في القناة المركزية بين كل زوج من الرباعيات. يمكن لهذه الهيئة أن تتشكل في الدنا والرنا واللنا والبنا ويمكن أن تكون أحادي الجزيء، ثنائي الجزيء، أو رباعي الجزيئات. على حسب اتجاه السلاسل أو أجزاء السلاسل التي تشكل الرباعيات؛ يمكن أن توصف البنيات بأنها متوازية أو ضد متوازية. يمكن توقع بنيات رباعي الصبغيد-غ من أنماط تسلسلات للدنا والرنا لكن بنيتها الحقيقية يمكن أن تختلف في-وبين هذه الأنماط، والتي يمكن أن يتجاوز عددها 100 ألف لكل جينوم. وظائف رباعيات الصبغيد في عمليات الوراثة الأساسية محل بحث نشط، في كل من: القسيمات الطرفية، التنظيم الجيني، وبحوث علم الجينوم الوظيفي.